# قلعه سرخه‌دیزه
بقایای بنای سرخه دیزه مربوط به دوره ساسانیان است و در شهرستان دالاهو، بخش مرکزی، روستای سرخه دیزه واقع شده و این اثر در تاریخ ۱۸ خرداد ۱۳۸۴ با شمارهٔ ثبت ۱۱۸۶5 به‌عنوان یکی از آثار ملی ایران با عنوان «بقایای بنای سرخه‌دیزه (تپه شماره ۱ و ۲ سرخه‌دیزه)» به ثبت رسیده است.
این قلعه ساسانی در روستای سرخه‌دیزه، بین کرند و سرپل ذهاب قرار دارد و به وسیله لاشه سنگ و ملاط گچ به همراه آجر ساخته شده است. یکی از دیوارهای این قلعه که نسبتاً سالم است دارای طولی در حدود ۷۰/۵ متر است. تعداد زیادی از خانه‌های روستای سرخه دیزه بر روی بقایای این قلعه ساخته شده است. در سده‌های نخستین اسلامی این منطقه به علت موقعیت طبیعی آن به وسیله جنگل‌ها محصور بود، «مرجع القلعه» نام داشت. «یعقوبی» مورخ و جغرافی دان معروف اسلامی، مرج القلعه را ستورگاه خلفا معرفی کرده است.
بنا به روایت احمد ابن ابی یعقوبی مؤلف کتاب البلدان دوران اسلامی، این قلعه مرج القلعه نامیده شده که به وسیله لاشه سنگ، ملات گچ و آجر ساخته شده است.